# Koninklijke Hollandsche Lloyd
Die niederländische Reederei Koninklijke Hollandsche Lloyd N.V. (KHL) auch Koninklijke Hollandse Lloyd, (deutsch Königlich Holländischer Lloyd) hatte ihren Sitz in Amsterdam und bestand von 1908 bis 1936, deren Nachfolgegesellschaft bis 1981. Das hauptsächliche Fahrtgebiet der Reederei war der Europa-Südamerika-Dienst.

## Geschichte
Die Wurzeln des Unternehmens liegen in der 1899 in Amsterdam gegründeten Zuid-Amerika Lijn (ZAL), die sich in der Linienschifffahrt nach Südamerika engagierte. Die Gesellschaft wurde 1908 aufgelöst, nachdem sie in finanzielle Schieflage geraten war. Auf Betreiben der Nederlandsche Handel-Maatschappij wurde der Koninklijke Hollandsche Lloyd als Nachfolgegesellschaft mit besserer Kapitalausstattung gegründet. 1914 verfügte die Gesellschaft über fünf Passagierschiffe zwischen 7291 und 13911 BRT (Hollandia, Frisia, Zeelandia, Gelria, Tubantia) und vier Frachtschiffe, deren Namen auf -land endeten.
Nach der Versenkung ihres bis dahin größten Schiffes, der Tubantia (13911 BRT, 1913 von Alexander Stephen & Sons) durch ein deutsches U-Boot, erwarb die Reederei 1916 von der Hapag die beiden im Bau befindlichen, über 19.000 BRT großen Passagierschiffe Johann Heinrich Burchard, 1915 bei Joh. C. Tecklenborg in Geestemünde fertiggestellt, und William O´swald, deren Weiterbau nach dem 1914 bei der AG Weser in Bremen erfolgten Stapellauf, eingestellt worden war. Beide Schiffe wurden auch nach dem Krieg fertiggestellt und waren von 1920 bis 1922 als Limburgia und Brabantia für die KHL zwischen Amsterdam und den Häfen am La Plata im Einsatz. 1922 verkaufte die KHL an die mit der Hapag kooperierenden United American Lines (UAL) die Schiffe, die sie unter dem Namen Reliance und Resolute zwischen Hamburg und New York einsetzte. Am 27. Juli 1926 kaufte die Hapag bei Schiffe zurück und setzte sie unter den amerikanischen Namen weiter ein. Die KHL beschaffte sich 1922 mit den Neubauten Orania und Flandria zwei um 10.000 BRT große, 16 kn schnelle Turbinenschiffe von britischen Werften. Ihre beiden ältesten Passagierschiffe, die Hollandia und Frisia von unter 7500 BRT, verkaufte die KHL an die Hapag, die sie unter den Namen Hammonia und Holsatia kurzzeitig nach Mittelamerika einsetzte.
Im Zuge der Weltwirtschaftskrise wurde der Koninklijke Hollandsche Lloyd 1935 zahlungsunfähig. Die Flandria wurde nach Frankreich, die Gelria (13868 BRT/1913), das Schwesterschiff der Tubantia, nach Italien verkauft; das älteste Passagierschiff der Reederei, die Zeelandia (7995 BRT/1910), wurde schließlich verschrottet. Der Neubau Orania war schon 1934 nach einer Kollision im Porto de Leixões verloren gegangen.
1936 gründeten Wm. H. Müller & Co. aus Rotterdam und die Koninklijke Nederlandsche Stoomboot Maatschappij (KNSM) aus Amsterdam die Naamloze Vennootschap tot voortzetting van den Koninklijken Hollandschen Lloyd (deutsch etwa Aktiengesellschaft zur Weiterführung des Königlich Holländischen Lloyd), die im allgemeinen Sprachgebrauch aber weiter als Koninklijke Hollandsche Lloyd bezeichnet wurde. Die Leitung der Reederei erfolgte über Wm. H. Müller & Co.
Nach dem Zweiten Weltkrieg stellte die Reederei Wm. H. Müller & Co. 1958 ihre Passagierdienste ein und zog sich ab 1970 auch aus dem Frachtgeschäft zurück. Der KHL wurde an die KNSM abgegeben und dort als eigenständige Reederei weitergeführt, Müller selbst wurde vom Scheepvaartbedrijf Kroonburgh N.V. in Rotterdam übernommen. 1981 trat die KNSM dem 1970 gegründeten Nedlloyd bei, wobei auch die KHL dort mit eingegliedert wurde.